# 残酷戏剧
残酷戏剧 (法語：Théâtre de la cruauté)是先锋派剧作家、演员、评论家及理论家安托南·阿尔托在其著作《戏剧及其重影》中阐述的一种戏剧形式。阿尔托起初是超现实主义运动的成员之一，最终开始发展自己的戏剧理论。残酷戏剧可被看作是与传统西方戏剧的决裂，也是艺术家们用来攻击观众意识的工具，并让他们体会到潜意识里未表达的情感。尽管阿尔托一生中仅创作了一部反映残酷戏剧基本原则的戏剧，但很多戏剧艺术家的作品都反映了残酷戏剧的理论。这些艺术家包括让·热内、耶日·葛羅托斯基和彼得·布鲁克。

## 理论
定义阿尔托的“残酷”与“戏剧”

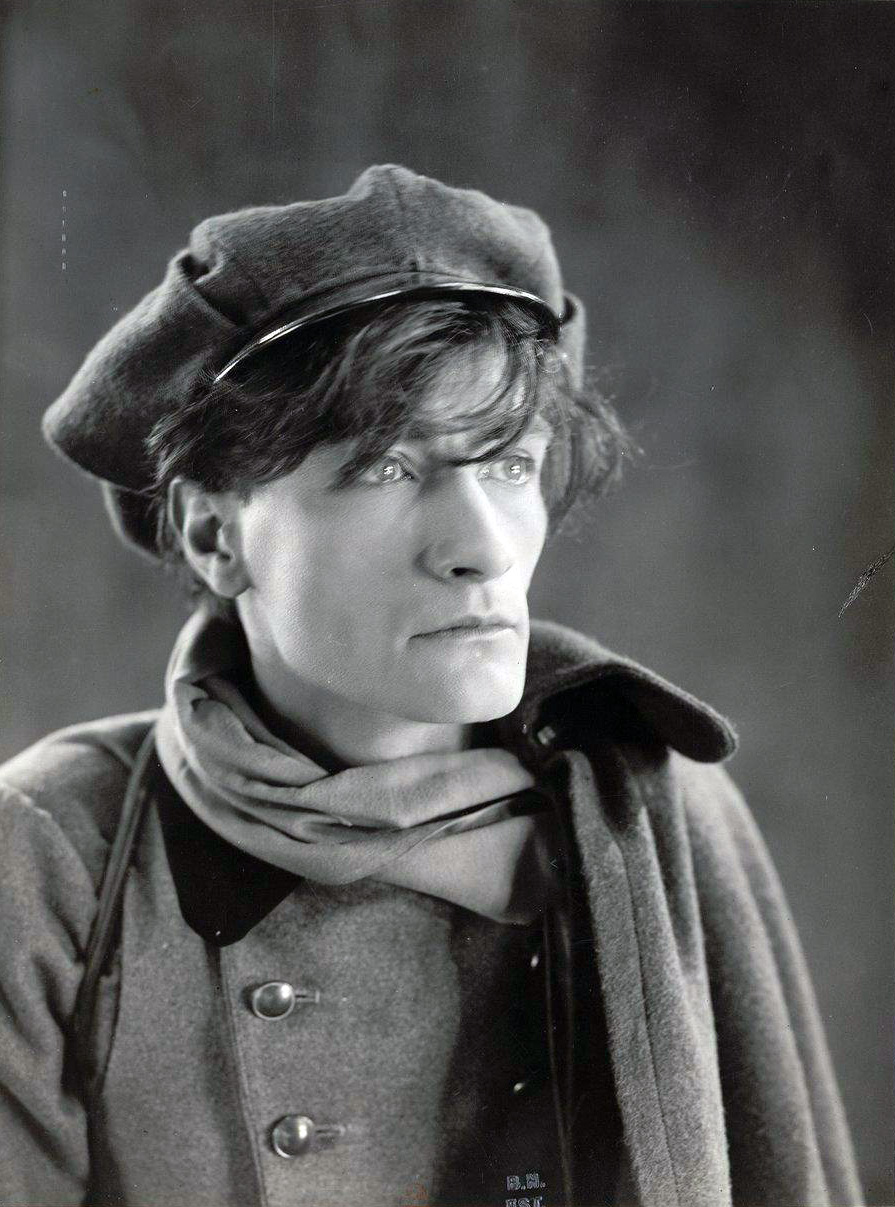
阿尔托

在阿尔托阐释残酷戏剧理论的著作中，他指出“残酷”与“戏剧”的定义均与它们通俗的含义不同。对于阿尔托来说，戏剧不仅指在被动的观众面前上演的舞台表演。戏剧是一次实践，“唤醒我们的神经和心灵”，并通过我们的体验，“即时的暴力行为”，“用它形象和行为的炽热魅力激励我们，就像精神疗法，我们永远不会忘记它的触碰。”
类似地，残酷也不是指情感或肢体上的暴力行为。按照学者Nathan Gorelick所说：“残酷是生活中永不停歇的焦躁，而生活因此变得不必要、懒散、或是失去了强制力。残酷戏剧表达了所有有关‘罪行、爱、战争、或是疯狂’的事情，以使‘永恒的冲突在我们内心永不磨灭地生根，’
与西方戏剧的决裂
语言的不充分
「不可能的戏剧」